# Aleksey Nikolayevich Tolstoy
Aleksey Nikolayevich Tolstoy (tiếng Nga: Алексей Николаевич Толстой) là một nhà văn nổi tiếng Liên Xô. Thường được gọi vui là Đồng chí Bá tước, ông là một trong những nhân vật tiêu biểu của dòng văn học Liên Xô giai đoạn trước và trong Thế chiến II.

## Tiểu sử và sự nghiệp

### Tác phẩm
- Lirika (tập thơ, 1907)
- The Ordeal (1918)
- Thời thơ ấu của Nikita (1921)
- Con đường đau khổ (tiểu thuyết, 1921 – 1940, Giải thưởng Stalin năm 1943)
- Aelita (tiểu thuyết, 1923)
- Cỗ máy Hyperboloid của kỹ sư Garin (tiểu thuyết, 1926)
- Pyotr Đại đế (tiểu thuyết, 1929 – 1934, Giải thưởng Stalin năm 1941)
- Một tuần ở Turenevo (1958)
- Bá tước Cagliostro (tập truyện ngắn)
- Chiếc chìa khóa vàng (Buratino)